# Anima nuda
Anima nuda è un album discografico del cantante italiano Fausto Leali, pubblicato nel 1994.

## Tracce
1. Niente di te
2. Il cammino del cuore
3. La città delle donne
4. Con chi mi scorderai
5. Ruba ruba
6. Il grande cuore della terra
7. Gente senza cuore
8. Lupo di lana
9. E noi a lavorare
10. Bagno d'amore
11. Siamo noi
12. Indimenticabile